# 500 Miglia di Indianapolis 2024
La 500 Miglia di Indianapolis 2024, giunta alla sua 108ª edizione, si è disputata domenica 26 maggio 2024 sull'ovale dell'Indianapolis Motor Speedway. È stata anche la quinta tappa della IndyCar Series 2024 ed è stata vinta per la seconda volta consecutiva dallo statunitense Josef Newgarden a bordo della Dallara-Chevrolet del Team Penske.

## Calendario
| Calendario di gara — Aprile 2024    | Calendario di gara — Aprile 2024 | Calendario di gara — Aprile 2024 | Calendario di gara — Aprile 2024 | Calendario di gara — Aprile 2024 | Calendario di gara — Aprile 2024 | Calendario di gara — Aprile 2024 |
| Dom                                 | Lun                              | Mar                              | Mer                              | Gio                              | Ven                              | Sab                              |
| ----------------------------------- | -------------------------------- | -------------------------------- | -------------------------------- | -------------------------------- | -------------------------------- | -------------------------------- |
| 7                                   | 8                                | 9                                | 10 Prove                         | 11 Prove                         | 12                               | 13                               |
| Calendario di gara — Maggio 2024    |                                  |                                  |                                  |                                  |                                  |                                  |
|                                     |                                  |                                  | 1                                | 2                                | 3                                | 4 Mini-Marathon                  |
| 5                                   | 6                                | 7                                | 8                                | 9 Test USF Pro                   | 10 USF, NXT Gara IndyCar Qual.   | 11 Gran Premio (USF, NXT, NICS)  |
| 12                                  | 13                               | 14 Prove libere                  | 15 Prove libere                  | 16 Prove libere                  | 17 Fast Friday                   | 18 Prove cronometrate (13–30)    |
| 19 Prove cronometrate (1–12, 31–33) | 20 Prove libere                  | 21                               | 22                               | 23                               | 24 Carb Day                      | 25 Parata                        |
| 26 Indy 500                         | 27 Memorial Day                  | 28                               | 29                               | 30                               | 31                               |                                  |

| \| Colore \| Note \| \| ------- \| ------------------------- \| \| Verde \| Prove \| \| Blu \| Prove cronometrate \| \| Argento \| Giorno di gara \| \| Rosso \| Pioggia* \| \| Vuoto \| Nessuna attività in pista \| * Include giorni dove l'attività in pista fu limitata dalla pioggia ROP — denota Rookie Orientation Program |                           |
| Colore | Note                      |
| Verde | Prove                     |
| Blu | Prove cronometrate        |
| Argento | Giorno di gara            |
| Rosso | Pioggia*                  |
| Vuoto | Nessuna attività in pista |

| Colore  | Note                      |
| ------- | ------------------------- |
| Verde   | Prove                     |
| Blu     | Prove cronometrate        |
| Argento | Giorno di gara            |
| Rosso   | Pioggia*                  |
| Vuoto   | Nessuna attività in pista |

## Griglia di partenza
| Fila | Interno | Interno             | Centro | Centro              | Esterno | Esterno               |
| ---- | ------- | ------------------- | ------ | ------------------- | ------- | --------------------- |
| 1    | 3       | Scott McLaughlin    | 12     | Will Power W        | 2       | Josef Newgarden W     |
| 2    | 7       | Alexander Rossi W   | 17     | Kyle Larson R       | 14      | Santino Ferrucci      |
| 3    | 21      | Rinus VeeKay        | 5      | Pato O'Ward         | 60      | Felix Rosenqvist      |
| 4    | 75      | Takuma Satō W       | 27     | Kyle Kirkwood       | 23      | Ryan Hunter-Reay W    |
| 5    | 26      | Colton Herta        | 10     | Álex Palou          | 6       | Callum Ilott          |
| 6    | 11      | Marcus Armstrong R  | 20     | Ed Carpenter        | 4       | Kyffin Simpson R      |
| 7    | 98      | Marco Andretti      | 06     | Hélio Castroneves W | 9       | Scott Dixon W         |
| 8    | 78      | Agustín Canapino    | 41     | Sting Ray Robb      | 33      | Christian Rasmussen R |
| 9    | 66      | Tom Blomqvist R     | 77     | Romain Grosjean     | 8       | Linus Lundqvist R     |
| 10   | 45      | Christian Lundgaard | 24     | Conor Daly          | 30      | Pietro Fittipaldi     |
| 11   | 51      | Katherine Legge     | 28     | Marcus Ericsson W   | 15      | Graham Rahal          |

 R  = Debuttante alla 500 Miglia di Indianapolis (Rookie)
 W  = Vincitore in passato della 500 Miglia di Indianapolis (Winner)

## Gara

### Resoconto
L'inizio della gara era previsto per le 12:45 ora locale; tuttavia, forti temporali hanno ritardato la partenza. La gara alla fine è iniziata alle 16:44 dopo che la pista era stata asciugata. Con il tramonto alle 21:03, lo Speedway e le autorità locali hanno stabilito la conclusione della gara al massimo alle 20:15 ora locale. La bandiera a scacchi sarebbe quindi stata esposta al completamento dei 200 giri oppure alle 20:15. È stata la partenza più ritardata di una 500 Miglia di Indianapolis.

#### Prima metà
Prima dell'inizio della gara, Callum Ilott ha avuto problemi meccanici alla sua vettura ed è entrato nella pit lane. Ilott è riuscito a prendere il via della gara, ma è partito dal fondo del gruppo.
Alla partenza, Scott McLaughlin è rimasto al comando dalla pole position. La gara è entrata quasi immediatamente in un periodo di caution, poiché in fondo al gruppo Tom Blomqvist ha perso il controllo della sua vettura alla curva 1 e ha colpito Marcus Ericsson, facendo sì che entrambi i piloti finissero contro il muro esterno. Mentre le auto tentavano di evitare Blomqvist ed Ericsson, Pietro Fittipaldi e Ilott sono entrati in contatto, con Fittipaldi che ha perso il controllo della sua auto e ha urtato il muro. Blomqvist, Ericsson e Fittipaldi si sono ritirati tutti dalla gara a causa dell'incidente. Fittipaldi è stato trattenuto presso il centro medico per un controllo approfondito, ma è stato rilasciato perché ritenuto non ferito. Durante il periodo di caution per ripulire la pista, anche Marcus Armstrong si è ritirato dalla gara, dopo aver subito un guasto al motore della sua vettura. La corsa è ripresa al nono giro, con McLaughlin che ha mantenuto la testa davanti ai suoi compagni di squadra del Team Penske Josef Newgarden e Will Power. Il secondo periodo di caution della gara è arrivato al 23º giro, quando Katherine Legge ha rallentato in pista a causa di un guasto al motore. Durante la caution, la maggior parte del gruppo ha effettuato dei pit stop per la prima volta, con McLaughlin che è emerso per primo. Un piccolo numero di piloti che si erano fermati ai box durante la prima caution sono rimasti in pista, con il risultato che Sting Ray Robb ha preso il comando della gara.
La corsa è ripresa al 26º giro, con Conor Daly, anch'egli rimasto fuori durante la caution, che è passato al comando. Due giri dopo è arrivata la terza caution della gara, poiché Linus Lundqvist, dopo essere entrato nella curva 1 affiancato ad altre tre vetture, ha perso il controllo ed è finito contro il muro esterno. La corsa è ripresa al 32º giro, con Scott McLaughlin che ha ripreso il comando. McLaughlin e Pato O'Ward hanno lottato per il comando, mentre Daly è rimasto nel gruppo di testa fino a quando non ha dovuto effettuare il successivo pit stop programmato. La quarta caution della gara è arrivata al 56º giro, quando Felix Rosenqvist ha subito un guasto al motore della sua vettura e si è fermato nel rettilineo posteriore. Dopo ulteriori pit stop, Conor Daly è tornato al comando della gara.
La corsa è ripresa al giro 64. Un giro dopo, Sting Ray Robb ha superato Daly per prendere il comando della gara. Una volta che lui e Daly si sono fermati di nuovo ai box, McLaughlin è tornato in testa alla gara. Colton Herta, che era partito 13º, è risalito costantemente in classifica e alla fine ha preso il secondo posto dietro McLaughlin, ma al giro 86 ha perso il controllo della sua vettura alla curva 1 ed è andato a sbattere contro il muro esterno, causando il quinto periodo di caution della gara. Herta è sceso dall'auto, ma in seguito è tornato in gara dopo che i meccanici si sono resi conto che il danno era riparabile: Herta alla fine avrebbe completato 170 giri prima di ritirarsi definitivamente dalla gara. La corsa è ripresa al giro 91. Mentre si svolgevano i pit stop, diversi piloti hanno passato brevi periodi in testa alla gara, tra cui Rinus VeeKay e Christian Lundgaard. Una volta completata la serie di soste ai box, Josef Newgarden ha ereditato il comando a metà gara.

#### Seconda metà
Il sesto periodo di caution della gara è arrivato al 107º giro, quando Ryan Hunter-Reay e Scott Dixon sono entrati in contatto sul rettilineo, provocando un testacoda di Hunter-Reay. Il danno all'auto di Hunter-Reay lo avrebbe costretto a lasciare la gara. La corsa è ripresa al giro 114 con McLaughlin che ha ripreso il comando su Newgarden, ma il settimo periodo di caution della gara è arrivato quasi immediatamente, poiché Marco Andretti ha perso il controllo della sua vettura alla curva 1 e ha colpito il muro esterno. La corsa è ripresa nuovamente al giro 118. McLaughlin e Newgarden sono rimasti al comando, mentre anche Alexander Rossi e Santino Ferrucci si sono uniti a loro nella battaglia per la prima posizione. Mentre i leader effettuavano il loro penultimo pit stop intorno al giro 135, Scott Dixon e Pato O'Ward, che avevano adottato strategie alternative, si sono portati in testa alla gara. Quando si sono fermati ai box, Conor Daly e Sting Ray Robb si sono trovati di nuovo in testa a causa della loro strategia fuori sequenza, mentre Dixon e O'Ward sono riusciti a rimanere davanti a Newgarden e McLaughlin.
L'ottavo e ultimo periodo di caution della giornata è arrivato al giro 147, quando Will Power ha perso il controllo della sua vettura alla curva 1 e ha colpito il muro esterno. Robb e Daly si sono fermati ai box durante la caution, consegnando il comando a Dixon. La gara è ricominciata al giro 155. La battaglia al comando era tra Dixon, O'Ward e Alexander Rossi mentre il gruppo si avvicinava verso i pit stop finali. Newgarden e Álex Palou erano poco dietro di loro. Scott McLaughlin, che aveva condotto gran parte delle prime fasi, ha iniziato a scivolare indietro a causa di problemi con la frizione della sua vettura che lo hanno rallentato.

#### Arrivo
L'ultima tornata di pit stop è avvenuta intorno al giro 170. Dopo gli ultimi pit stop, Josef Newgarden è emerso davanti a Scott Dixon, con dietro i compagni di squadra della Arrow McLaren Alexander Rossi e Pato O'Ward. Rossi ha superato Dixon e ha iniziato una battaglia con Newgarden, con i due che si sono scambiati più volte il comando. Al giro 187 O'Ward ha superato Dixon per il terzo posto, e al giro 190 ha superato Rossi per il secondo e ha iniziato a lottare con Newgarden. Nell'ultimo giro O'Ward ha completato con successo un sorpasso per prendere il comando alla prima curva, ma è stato risorpassato da Newgarden all'ingresso della curva 3. Newgarden ha mantenuto il comando attraverso l'ultima curva e ha vinto per il secondo anno consecutivo.
Newgarden è diventato il primo pilota a vincere due volte consecutivamente la 500 Miglia di Indianapolis dai tempi di Hélio Castroneves nel 2001 e nel 2002. È anche diventato il sesto pilota nella storia a vincere edizioni consecutive della gara, unendosi a Castroneves, Wilbur Shaw, Mauri Rose, Bill Vukovich e Al Unser. Inoltre, Newgarden ha ricevuto un premio bonus di 440.000 dollari dalla BorgWarner per aver vinto due edizioni consecutive. Newgarden ha ricevuto la cifra record di 4,288 milioni di dollari da un montepremi di 18.456.000 dollari.  La vittoria è stata la ventesima nella 500 Miglia di Indianapolis per il Team Penske. La IndyCar inizialmente aveva annunciato che 18 piloti avevano condotto almeno un giro durante la gara, ma dopo una revisione ha pubblicato una classifica rivista con solo 16 leader: era comunque un nuovo record per il maggior numero di leader in una singola edizione della 500 Miglia di Indianapolis. Kyle Larson è stato votato Rookie of the Year, dopo essersi qualificato quinto e aver concluso la gara al 18º posto.

### Risultati
| Pos.                | Nº | Pilota                | Scuderia                                                        | Telaio        | Motore    | Giri | Tempo/Ritirato     | Pit Stop | Griglia | Giri in testa | Pti |
| ------------------- | -- | --------------------- | --------------------------------------------------------------- | ------------- | --------- | ---- | ------------------ | -------- | ------- | ------------- | --- |
| 1                   | 2  | Josef Newgarden W     | Team Penske                                                     | Dallara UAK18 | Chevrolet | 200  | 2:58:49.4079       | 5        | 3       | 26            | 61  |
| 2                   | 5  | Pato O'Ward           | Arrow McLaren                                                   | Dallara UAK18 | Chevrolet | 200  | +0.3417            | 6        | 8       | 11            | 46  |
| 3                   | 9  | Scott Dixon W         | Chip Ganassi Racing                                             | Dallara UAK18 | Honda     | 200  | +0.9097            | 6        | 21      | 12            | 36  |
| 4                   | 7  | Alexander Rossi W     | Arrow McLaren                                                   | Dallara UAK18 | Chevrolet | 200  | +1.1691            | 5        | 4       | 12            | 42  |
| 5                   | 10 | Álex Palou            | Chip Ganassi Racing                                             | Dallara UAK18 | Honda     | 200  | +1.5079            | 5        | 14      | 1             | 31  |
| 6                   | 3  | Scott McLaughlin      | Team Penske                                                     | Dallara UAK18 | Chevrolet | 200  | +2.0593            | 5        | 1       | 66            | 43  |
| 7                   | 27 | Kyle Kirkwood         | Andretti Global                                                 | Dallara UAK18 | Honda     | 200  | +2.5379            | 6        | 11      | 2             | 29  |
| 8                   | 14 | Santino Ferrucci      | A. J. Foyt Racing                                               | Dallara UAK18 | Chevrolet | 200  | +3.6143            | 5        | 6       | 1             | 32  |
| 9                   | 21 | Rinus VeeKay          | Ed Carpenter Racing                                             | Dallara UAK18 | Chevrolet | 200  | +3.9560            | 5        | 7       | 8             | 29  |
| 10                  | 24 | Conor Daly            | Dreyer & Reinbold Racing with Cusick Motorsports                | Dallara UAK18 | Chevrolet | 200  | +4.6071            | 6        | 29      | 22            | 21  |
| 11                  | 6  | Callum Ilott          | Arrow McLaren                                                   | Dallara UAK18 | Chevrolet | 200  | +4.9652            | 7        | 15      | 1             | 20  |
| 12                  | 33 | Christian Rasmussen R | Ed Carpenter Racing                                             | Dallara UAK18 | Chevrolet | 200  | +5.3234            | 6        | 24      | 0             | 18  |
| 13                  | 45 | Christian Lundgaard   | Rahal Letterman Lanigan Racing                                  | Dallara UAK18 | Honda     | 200  | +6.1824            | 7        | 28      | 5             | 18  |
| 14                  | 75 | Takuma Sato W         | Rahal Letterman Lanigan Racing                                  | Dallara UAK18 | Honda     | 200  | +6.6893            | 6        | 10      | 0             | 19  |
| 15                  | 15 | Graham Rahal          | Rahal Letterman Lanigan Racing                                  | Dallara UAK18 | Honda     | 200  | +7.3608            | 7        | 33      | 0             | 15  |
| 16                  | 41 | Sting Ray Robb        | A. J. Foyt Racing                                               | Dallara UAK18 | Chevrolet | 200  | +8.5098            | 5        | 23      | 23            | 15  |
| 17                  | 20 | Ed Carpenter          | Ed Carpenter Racing                                             | Dallara UAK18 | Chevrolet | 200  | +8.9081            | 6        | 17      | 3             | 14  |
| 18                  | 17 | Kyle Larson R         | Arrow McLaren with Rick Hendrick                                | Dallara UAK18 | Chevrolet | 200  | +9.4846            | 6        | 5       | 4             | 21  |
| 19                  | 77 | Romain Grosjean       | Juncos Hollinger Racing                                         | Dallara UAK18 | Chevrolet | 200  | +9.8312            | 7        | 26      | 0             | 11  |
| 20                  | 06 | Hélio Castroneves W   | Meyer Shank Racing with Curb-Agajanian                          | Dallara UAK18 | Honda     | 200  | +10.3602           | 5        | 20      | 0             | 10  |
| 21                  | 4  | Kyffin Simpson R      | Chip Ganassi Racing                                             | Dallara UAK18 | Honda     | 200  | +11.0931           | 8        | 18      | 3             | 10  |
| 22                  | 78 | Agustín Canapino      | Juncos Hollinger Racing                                         | Dallara UAK18 | Chevrolet | 199  | +1 giro            | 6        | 22      | 0             | 8   |
| 23                  | 26 | Colton Herta          | Andretti Global with Curb-Agajanian                             | Dallara UAK18 | Honda     | 170  | Incidente          | 4        | 13      | 0             | 7   |
| 24                  | 12 | Will Power W          | Team Penske                                                     | Dallara UAK18 | Chevrolet | 145  | Incidente          | 4        | 2       | 0             | 17  |
| 25                  | 98 | Marco Andretti        | Andretti Herta Autosport with Marco Andretti and Curb-Agajanian | Dallara UAK18 | Honda     | 113  | Incidente          | 5        | 19      | 0             | 5   |
| 26                  | 23 | Ryan Hunter-Reay W    | Dreyer & Reinbold Racing with Cusick Motorsports                | Dallara UAK18 | Chevrolet | 107  | Incidente          | 4        | 12      | 0             | 6   |
| 27                  | 60 | Felix Rosenqvist      | Meyer Shank Racing                                              | Dallara UAK18 | Honda     | 55   | Problema meccanico | 1        | 9       | 0             | 9   |
| 28                  | 8  | Linus Lundqvist R     | Chip Ganassi Racing                                             | Dallara UAK18 | Honda     | 27   | Incidente          | 2        | 27      | 0             | 5   |
| 29                  | 51 | Katherine Legge       | Dale Coyne Racing with Rick Ware Racing                         | Dallara UAK18 | Honda     | 22   | Problema meccanico | 1        | 31      | 0             | 5   |
| 30                  | 11 | Marcus Armstrong R    | Chip Ganassi Racing                                             | Dallara UAK18 | Honda     | 6    | Problema meccanico | 0        | 16      | 0             | 5   |
| 31                  | 66 | Tom Blomqvist R       | Meyer Shank Racing                                              | Dallara UAK18 | Honda     | 0    | Incidente          | 0        | 25      | 0             | 5   |
| 32                  | 30 | Pietro Fittipaldi     | Rahal Letterman Lanigan Racing                                  | Dallara UAK18 | Honda     | 0    | Incidente          | 0        | 30      | 0             | 5   |
| 33                  | 28 | Marcus Ericsson W     | Andretti Global                                                 | Dallara UAK18 | Honda     | 0    | Incidente          | 0        | 32      | 0             | 5   |
| Risultati ufficiali |    |                       |                                                                 |               |           |      |                    |          |         |               |     |

 R  = Debuttante alla 500 Miglia di Indianapolis (Rookie)
 W  = Vincitore in passato della 500 Miglia di Indianapolis (Winner)